# Brèche
Die Brèche oder Brêche [bʁɛʃ] ist ein Fluss in Frankreich, der im Département Oise in der Region Hauts-de-France verläuft. Sie entspringt im Gemeindegebiet von Reuil-sur-Brêche, entwässert generell in südöstlicher Richtung und mündet nach rund 45 Kilometern bei Nogent-sur-Oise, jedoch bereits im Gemeindegebiet von Villers-Saint-Paul, als rechter Nebenfluss in die Oise. Ein zweiter Mündungsarm, die Petite Brèche, durchquert die Stadt Nogent-sur-Oise und mündet rund 1 Kilometer weiter unterhalb.

## Orte am Fluss
- Reuil-sur-Brêche
- Montreuil-sur-Brêche
- Essuiles
- Bulles
- Étouy
- Clermont
- Fitz-James
- Breuil-le-Vert
- Rantigny
- Bailleval
- Liancourt
- Cauffry
- Laigneville
- Monchy-Saint-Éloi
- Nogent-sur-Oise
- Villers-Saint-Paul